# 국가지원지방도 제13호선
국가지원지방도 제13호선은 전라남도 완도군 신지면 신상리와 완도읍을 잇는 대한민국의 국가지원지방도이다.

## 개요
신지면 동고리에서 신지면 사무소를 지나 송곡리에서 국도 제77호선과 만나며, 완도 및 신지대교를 가기 전 명사십리 해수욕장이 있다. 송곡리에서 국도 제77호선과 중첩되어 신지대교를 건너 완도 교차로에서 국도 제13호선과 만난다. 완도 교차로에서는 해남으로 가는 국도 제13호선과 완도읍내로 가는 국도 제13호선 및 국도 제77호선으로 나뉜다.

## 역사
- 1996년 7월 19일: 전라남도 완도군 신지면 ~ 완도군 완도읍 구간을 국가지원지방도 제13호선 신지 ~ 완도선으로 지정[1]
- 2007년 4월 20일 : 2010년 5월까지 완도 신지지구(완도군 신지면 신리) 개량공사를 위해 680m 구간을 640m로 도로구역 변경[2]
- 2009년 1월 13일 : 2012년 12월까지 2010년 12월까지 완도 신지지구(완도군 신지면 신리) 개량공사를 위해 640m 구간을 1.12km로 도로구역 변경[3]
- 2016년 2월 11일 : 2017년 12월까지 완도 신지지구(완도군 신지면 송곡리 ~ 신리) 개량공사를 위해 465m 구간 도로구역 변경[4]

## 주요 경유지
전라남도
- 완도군 (신지면 - 완도읍)

## 노선
| 이름                                | 접속 노선                                         | 소재지 | 소재지 | 비고                 |
| ----------------------------------- | ------------------------------------------------- | ------ | ------ | -------------------- |
| 신상리                              | 신지로                                            | 완도군 | 신지면 | 시점                 |
| 독계령 신지터미널 신지보건지소 신리 |                                                   | 완도군 | 신지면 |                      |
| 송곡 교차로                         | 국도 제77호선 (신지로)                            | 완도군 | 신지면 | 국도 제77호선과 중복 |
| 뒷골 교차로                         |                                                   | 완도군 | 신지면 | 국도 제77호선과 중복 |
| 물하태 교차로                       | 신지로6번길                                       | 완도군 | 신지면 | 국도 제77호선과 중복 |
| 강독 교차로 (강독1교)               | 강독길                                            | 완도군 | 신지면 | 국도 제77호선과 중복 |
| 신지대교                            |                                                   | 완도군 | 신지면 | 국도 제77호선과 중복 |
|                                     | 완도읍                                            | 완도군 |        | 국도 제77호선과 중복 |
| 완도 교차로                         | 국도 제13호선 국도 제77호선 (완도로) (장보고대로) | 완도군 |        | 국도 제77호선과 중복 |
| 국도 제13호선과 직결                |                                                   |        |        |                      |

## 도로명
전라남도
- 완도군 신지면 신상리 ~ 송곡 교차로 : 신지로
- 완도군 신지면 송곡 교차로 ~ 완도읍 완도 교차로 : 완도로

## 같이 보기
- 국도 제13호선